# فضيلة الشابي
فضيلة الشابي شاعرة وروائية تونسية من مواليد سنة 1946 بولاية توزر، متحصلة على العديد من الجوائز الوطنية والدولية. تكتب عدة أصناف أدبية كالشعر والروايات والقصص القصيرة وكتب الأطفال. من المفاهيم والأساليب الرئيسية التي نجدها في شعرها التشبيهات البليغة، وجدلية الفراغ والمادة والعلاقة بالكون. وصفت فضيلة الشابي بأنها «واحدة من أهم الكاتبات التونسيات وأغزرهن إنتاجا عبر تاريخ الأدب التونسي».

## مسيرتها
ولدت فضيلة الشابي بتوزر في 23 يناير 1946، لعائلة زيتونية، وهي ابنة أحمد بن إبراهيم الشابي، وابنة عم الشاعر الشهير أبو القاسم الشابي. تخرجت في اللغة العربية وآدابها عام 1971 في كلية العلوم الإنسانية والاجتماعية بتونس وعملت أستاذة للغة العربية لأكثر من ثلاثين عامًا، وكرست نفسها للأدب من عام 1988. وكانت فضيلة متأثرة في سنواتها الأولى بفكر حزب البعث.
في السبعينيات، أسست مع الطاهر الحمامي وحبيب زناد حركة أدبية، وهي «في غير العمودي والحر» وكانت المرأة الوحيدة المشاركة فيها. ونشرت مجموعتها الأولى، التي بإصدارها صارت أول شاعرة تبتعد عن المقاييس الكلاسيكية، وأسمتها «روائح الأرض والغضب» (نُشرت عام 1973 في بيروت).
في عام 1984، حصلت على جائزة ولادة للشعر، التي يمنحها المعهد الإسباني العربي للثقافة في مدريد، عن مجموعتها الشعرية الليالي ذات الأجراس الثقيلة، لكنها لم تتمكن من تجديد جواز سفرها للذهاب واستلامها.
في عام 1991، أصدرت باللغة العامية «شماريخ» و«الحدائق الهندسية». في عام 1998، نالت عن «مياه نسبية» جائزة زبيدة بشير للإبداع الأدبي باللغة العربية، التي منحها لها مركز البحوث والدراسات والتوثيق والإعلام حول المرأة، وحصلت عليها مرة أخرى في عام 2009 عن مجموعتها «بروق المتى». نشرت عام 1999 الأفعوان وأعادت طبعها عام 2001.
في عام 2000 نشرت روايتها الثانية «تسلق الساعات الغائبة» والتي تشكل عملها العاشر إجمالاً. في عام 2002، نالت جائزة معرض كتاب الأطفال عن حي صياد الأشعة. نشرت عام 2003 «تفتق الحجارة»، وفي عام 2009 مجموعة قصصية بعنوان «آنسات الزمن الموارب» وطبعة ثانية من مجموعتها الشعرية لعام 2008، «السؤال فجر يسافر». كما أنها كتبت «الشاعر والعالم ووردة الصباح».
خصصت قصيدتها L'Épopée، التي كتبتها إبان ثورة 2011، لتكريم محمد البوعزيزي. وفي مجموعتها منزل الريح، تستحضر موضوعات مثل الحرية والعدالة.
كما ناقشت فضيلة الشابي أيضًا قضايا المرأة، ولكن بطريقة خاصة بها، حسية وميتافيزيقية، لا سيما في النصوص النثرية، كما في رواية الاسم والحضيض. وفيها رصد سوسيولوجي-تاريخي للصراع الخفي ضد المرأة، والنظرة اللاواقعية للمجتمع العربي نحو المرأة، القائمة أساساً على «الموروث القبلي المتخلف، والأيديولوجية الميتافيزيقية».
في عام 2013، نشرت أعمالها الكاملة في خمسة مجلدات وصدرت عن دار محمد علي الحمى؛ يضم المجلدان الأولان الشعر المؤلف باللغة العربية الفصحى، والثالث عن الشعر بالدارجة العربية التونسية، والرابع عن قصص الأطفال والأخير عن السرد.
كثيرا ما تمت دعوتها لتلاوة أشعارها في المهرجانات والمؤتمرات الأدبية في جميع أنحاء العالم العربي، وكذلك في باريس وإسبانيا وإيطاليا تُرجمت أعمالها إلى عدة لغات، وبالأخص الفرنسية والإنجليزية.

بدأ شعرها، المحتفى به بالفعل في جميع أنحاء العالم العربي، في إثبات نفسه في الغرب كذلك بفضل الترجمات، ووصف شعرها بأنه:

## مؤلفاتها

### شعر
- روائح الأرض والغضب، المؤسسة العربية للطباعة والنشر، بيروت 1973[26]
- الليالي ذات الأجراس الثقيلة، دار الجويني للنشر، تونس 1988[27]
- الحدائق الهندسية، على النفقة الخاصة، تونس 1991[28]
- شماريخ، 1991.[29]
- النقطة ونسيان النار، على النفقة الخاصة، تونس 1996[30]
- مياه نسبية، دار أقواس للنشر، تونس 1998[31]
- الأفعوان، على النفقة الخاصة، تونس 1999[32]
- شروق الأشياء، على النفقة الخاصة، تونس 2000[33]
- وادي الأفعال، على النفقة الخاصة، تونس 2001[34]
- زئير الصباح، على النفقة الخاصة، تونس 2002[35]
- صلوات في الأين، على النفقة الخاصة، تونس 2002[36]
- اكتئاب الريح، على النفقة الخاصة، تونس 2003[37]
- تونس القمران، على النفقة الخاصة، تونس 2004[38]
- بزوغ القلوب: شعر صوفي، 2015[39]
- بروق المتى شعر صوفي، 2009[40]
- لجج قطرة الندى: شعر، الدار التونسية للكتاب، تونس، 2015.[41]
- الخروج من اللحظات: شعر، 2019[42]
- نحو المكان: شعر، 2018[43]
- فضيلة قالت كلمات شعر، 2015[44]
- خدوش عميقة في السكون، 2018[45]
- حروب حرباء، 2018[46]
- ها الطيف العاقب، 2001[47]
- ضوء إنساني، 2010[48]
- السؤال فجر يسافر، 2009[49]

### رواية وقصص
- الاسم والحضيض، على النفقة الخاصة، تونس 1992[50]
- تسلق الساعات الغائبة، على النفقة الخاصة، تونس 2000[51]
- العدل، رواية[52]
- آنسات الزمن الموارب أقاصيص[53]

## لقراءة متعمقة
- فضيلة الشابي: الشاعرة المتوغلة في كثافة العالم.مقطوف، فاطمة الأخضر، دار الخدمات العامة للنشر.[54]
- الذات والحضور الشعري في مجموعة «مياه نسبية» لفضيلة الشابي.مختار، آمال.[55]
- المنحى الكوني في شعر فضيلة الشابي، زواشي رزق الله، روضة.[56]

## مواضيع ذات صلة
- قائمة الكتاب التونسيين